# پروژه آدام
پروژهٔ آدام (به انگلیسی: Adam Project) یک فیلم علمی تخیلی و اکشن آمریکایی محصول سال ۲۰۲۲ به کارگردانی شاون لوی با بازی رایان رینولدز، مارک رافلو، جنیفر گارنر، واکر اسکوبل، کاترین کینر، و زوئی سالدانیا است.

## داستان
آدام (با بازی رایان رینولدز) در جریان سرقت یه هواپیمای جت در سال ۲۰۵۰، مورد تعقیب قرار می‌گیرد و در تلاش برای فرار، مختصات زمانی را اشتباه ثبت کرده و به زمان گذشته-سال ۲۰۲۲- بازمی‌گردد. در این سال، آدام با خودش که نوجوانی ۱۲ ساله است دیدار می‌کند. پس از آن، هر دو آدام به سال ۲۰۱۸ سفر میکنند تا مانع تحقیقات پدرشان در مورد سفر در زمان بشوند.

## بازیگران
- رایان رینولدز در نقش آدام رید
- واکر اسکوبل در نقش آدام رید نوجوان
- جنیفر گارنر در نقش الی رید
- زویی سالدانا در نقش لورا
- مارک رافلو در نقش لوئیز رید
- کاترین کینر در نقش مایا سوریان
- الکس مالاری جونیور

## تولید

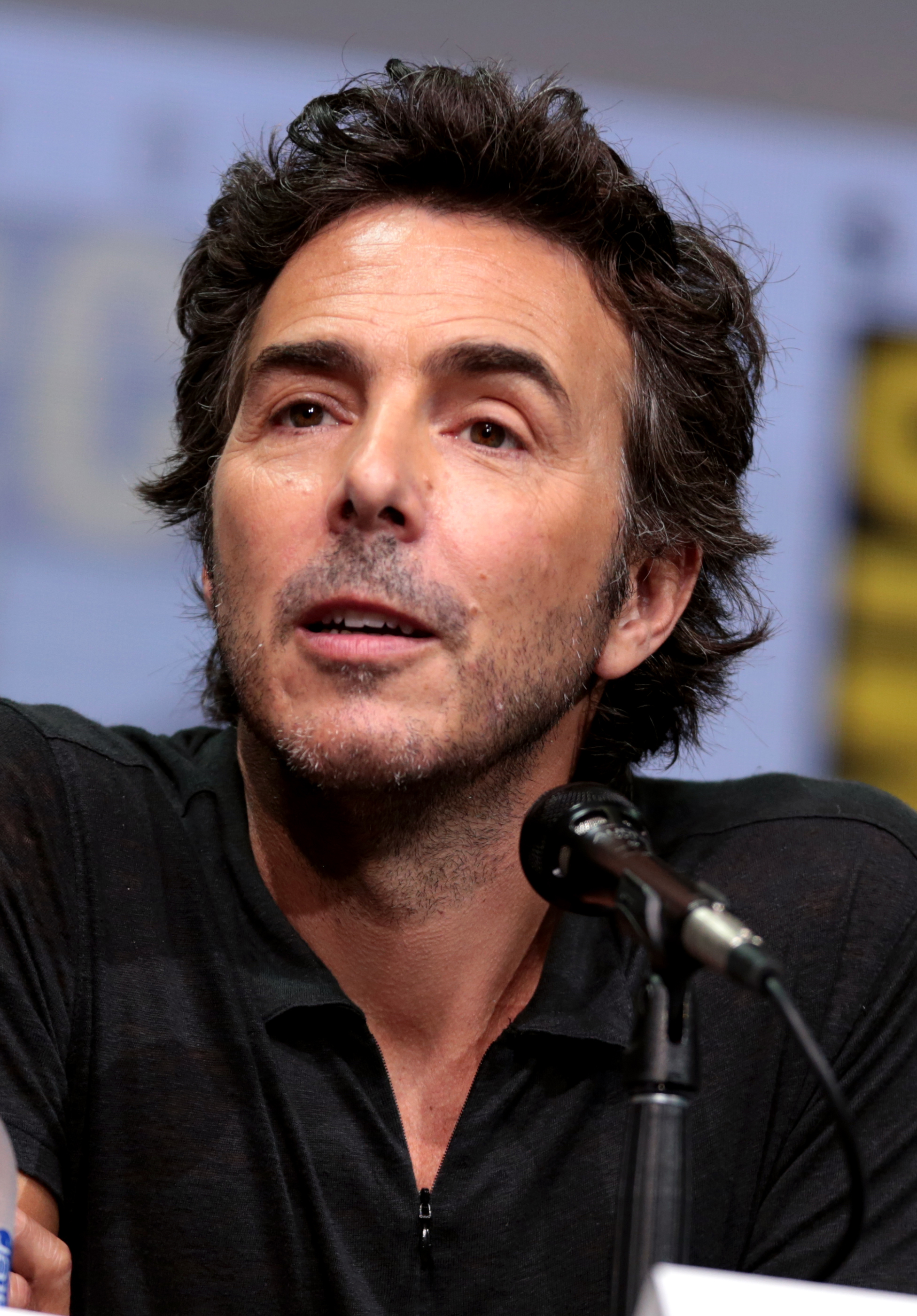
کارگردان و تهیه‌کننده فیلم شاون لوی

این پروژه، در ابتدا یک اسکریپت بود که توسط تی. اس نولین نوشته شده‌است، در ابتدا با نام Our Adam Is Adam در اکتبر ۲۰۱۲ اعلام شد. کمپانی پارامونت پیکچرز علاقه‌مند به خرید این فیلم شد و تام کروز نیز حاضر به بازی در این فیلم بود. در ماه نوامبر، جنیفر گارنر، زوئی سالدانا، مارک روفالو، کاترین کینر، الکس مالاری جونیور و واکر اسکوبل به جمع بازیگران اضافه شدند.
فیلمبرداری در نوامبر سال ۲۰۲۰ در ونکوور، بریتیش کلمبیا، کانادا آغاز شد. فیلمبرداری به طور رسمی در مارس ۲۰۲۱ به پایان رسید.

## پاسخ انتقادی
این فیلم بر اساس ۴۸ منتقد، امتیاز ۵۵ از ۱۰۰ را به دست آورده است که نشان‌دهنده «بررسی‌های مختلط یا متوسط» است.